# Pachyossa signata
Pachyossa signata is een rechtvleugelig insect uit de familie Ommexechidae. De wetenschappelijke naam van deze soort is voor het eerst geldig gepubliceerd in 1913 door Rehn.